# Inversa
Na lógica, uma inversa é um tipo de sentença condicional que é uma inferência imediata feita a partir de outra sentença condicional. Qualquer sentença condicional tem uma inversa: a contrapositiva da inversa. A inversa de {\displaystyle P\rightarrow Q} é {\displaystyle \neg P\rightarrow \neg Q}.
Por exemplo, substituindo proposições em linguagem natural por variáveis lógicas, a inversa da proposição condicional, "Se estiver chovendo, então Maria encontrará João no cinema" é "Se não estiver chovendo, então Maria não encontrará João no cinema."
A inversa da inversa, isto é, a inversa de {\displaystyle \neg P\rightarrow \neg Q} é  {\displaystyle \neg \neg P\rightarrow \neg \neg Q}. Como a negação dupla de qualquer afirmação é equivalente ao original na lógica clássica, a inversa da inversa é logicamente equivalente ao valor condicional original {\displaystyle P\rightarrow Q}. Assim, é permissível dizer que {\displaystyle \neg P\rightarrow \neg Q} e {\displaystyle P\rightarrow Q} são inversas uma da outra. Da mesma forma, {\displaystyle P\rightarrow \neg Q} e {\displaystyle \neg P\rightarrow Q} são inversas uma da outra.
A inversa e a inversa de uma condicional são logicamente equivalentes entre si, assim como a condicional e sua contrapositiva são logicamente equivalentes entre si. Mas a inversa de uma condicional não pode ser inferida da condicional. Por exemplo, "Se não estiver chovendo, Maria não encontrará João no cinema" não pode ser inferida de "Se estiver chovendo, Maria encontrará João no cinema". Porque no caso em que não está chovendo, condições adicionais podem ser impostas - como "Se não está chovendo e João está desejando pipoca, Maria vai encontrar João no cinema".
Na lógica tradicional, onde existem quatro tipos nomeados de proposições categóricas, apenas as formas A e E têm um inverso. Para encontrar o inverso dessas proposições categóricas, é preciso: substituir o sujeito e o predicado do invertido por seus respectivos contraditórios e mudar a quantidade do universal para o particular.
- Todos os S são P (forma A) torna-se: Alguns não-S são não-P

{\displaystyle \forall S\rightarrow P} torna-se: {\displaystyle \exists \neg S\rightarrow \neg P}
- Todos S não são P (forma E) torna-se: Alguns não-S não são não-P

{\displaystyle \forall S\rightarrow \neg P} torna-se: {\displaystyle \exists \neg S\rightarrow \neg \neg P}